# La sposa era bellissima
La sposa era bellissima è un film sentimentale del 1986 diretto da Pál Gábor, basato sull'omonimo romanzo di Enzo Lauretta.
Il titolo del film è un riferimento al giorno del matrimonio della madre di Giuseppe, la principale figura maschile. Con questa pellicola, l'attore Marco Leonardi segna il suo esordio cinematografico. Per il ruolo di Carmela, Stefania Sandrelli è stata candidata al David di Donatello del 1987 come migliore attrice non protagonista.

## Trama
Cammarata, Sicilia. Maria e Carmela sono due donne sposate, i cui rispettivi mariti sono emigrati in Germania da molti anni nella speranza di trovare fortuna.
Molti sono gli uomini che hanno lasciato il paese ma, a differenza degli altri, sia il marito di Maria che quello di Carmela non danno più notizie di sé; i pettegolezzi, inoltre, hanno insinuato l'ipotesi che il marito di Maria si sia creato un'altra famiglia nel luogo in cui si trova.
Maria lavora come assistente di un dentista e vive con Giuseppe, il suo unico e adolescente figlio; un giorno nella sua vita entra Sergio, un giovane medico di Milano, che inizia a corteggiarla.
Maria, col trascorrere del tempo, si innamora di Sergio e, nonostante il parere contrario di Giuseppe, che è fedele e protettivo nei confronti della madre, decide di ricambiare l'amore che prova per il giovane medico.
In un paio di occasioni anche Carmela, che mal sopporta la propria solitudine, prova delle sensazioni emotivamente dettate dal sesso quando percepisce accanto a sé la virilità del giovane Giuseppe: un giorno poi, durante una conversazione, gli sfiora il viso e tocca la sua pelle, con una barba che sta crescendo ma che non è ancora matura al punto da essere ispida, e viene travolta dalla pulsione di possederlo. Resasi conto di sbagliare, riesce a mettere un freno al proprio desiderio.
Giuseppe comincia a provare sentimenti per Giovanna, una sua coetanea conosciuta all'oratorio. Purtroppo Maria si ammala e, dopo essere stata ricoverata all'ospedale per alcuni giorni, muore, lasciando in lacrime suo figlio Giuseppe e il suo compagno di vita Sergio.
Dopo il decesso della madre, Giuseppe parte per Monaco di Baviera alla ricerca di quel padre che non si mai preoccupato né di lui né di Maria. L'intenzione di Giuseppe è la vendetta ma, quando lo trova e può constatare che vive in misere condizioni con altri figli illegittimi, cambia il suo proposito e fa ritorno nella natia provincia di Agrigento.

## Critica
«Fiacco melodramma... Confezione inamidata e passioni in formalina» *½

## Riprese
Il film è stato girato principalmente nei comuni di Cammarata e San Giovanni Gemini, mentre altre scene sono state girate all'Isola di Lampedusa e a Budapest.